# The Walking Dead (temporada 11)
L’onzena i última temporada de The Walking Dead, una sèrie de televisió de terror post-apocalíptica nord-americana a AMC, es va estrenar el 22 d’agost de 2021 i va concloure el 20 novembre 2022, que constava de 24 episodis. Desenvolupada per a televisió per Frank Darabont, la sèrie es basa en la sèrie homònima de còmics de Robert Kirkman, Tony Moore i Charlie Adlard. Els productors executius són Kirkman, David Alpert, Scott M. Gimple, Angela Kang, Greg Nicotero, Joseph Incaprera, Denise Huth i Gale Anne Hurd, amb Kang com a showrunner per a la seva tercera i última temporada.
Aquesta temporada adapta el material dels números 175 a 193 de la sèrie de còmics i se centra en la trobada del grup amb la Commonwealth, una gran xarxa de comunitats amb equipament avançat i gairebé cinquanta mil supervivents que viuen als seus diferents assentaments. A més, la temporada també se centra en l'enfrontament del grup amb els Segadors, un misteriós grup de supervivents hostils que va atacar el grup de Maggie i es va endur la seva casa.

## Episodis
| # | Núm.                    | Títol original     | Dirigit per         | Escrit per                                     | Data d'estrena als Estats Units |
| --- | ----------------------- | ------------------ | ------------------- | ---------------------------------------------- | ------------------------------- |
| 154 | 1                       | «Acheron: Part I»  | Kevin Dowling       | Angela Kang & Jim Barnes                       | 22 d'agost de 2021              |
| El grup d'Alexandria recull subministraments d'un dipòsit militar infestat de caminants i es veu obligat a sortir força. De tornada a Alexandria calculen que n'hi haurà prou amb només una setmana, així que la Maggie proposa que es dirigeixin al seu antic assentament anomenat Meridian. Maggie diu que van ser atacats per un grup de persones que l'ocupaven obligant-los a fugir, però que tenen provisions. Mentrestant, Eugene, Yumiko, Ezekiel i Princess són interrogats per la Commonwealth durant nombroses hores i mantinguts a la presó. Mentre busca una manera d'escapar i evitar un misteriós "rejudici", Princess descobreix que dos guàrdies durant el descans per mantenir relacions sexuals, així que roben els seus uniformes per fingir portar Ezekiel i Princess al reprocessament i escapar. Quan surten per la part posterior, descobreixen un tauler d'anuncis on la gent deixa fotos dels seus éssers estimats desapareguts, i la Yumiko troba un missatge del seu germà desaparegut que convenç als altres de quedar-se. Mentrestant, la Maggie porta un gran grup a Meridian a través d'un metro per protegir-se de la pluja. En Negan, que fa de guia coneixent la ciutat, és abusat repetidament durant el viatge i finalment esclata discutint les constants males decisions de Maggie, dient-li que si vol matar-lo, ho pot fer de seguida. Maggie descarta el tema i reafirma que ella està al capdavant per votació, però el grup es topa amb un ramat de caminants. Daryl segueix en Cane cap a un barranc, mentre la resta del grup es retira passant per sobre d'un vagó. La Maggie segueix sent l'última a pujar i quan en Negan té problemes, que està davant d'ella, decideix abandonar-la.                                                    |                         |                    |                     |                                                |                                 |
| 155 | 2                       | «Acheron: Part II» | Kevin Dowling       | Angela Kang & Jim Barnes                       | 29 d'agost de 2021              |
| A la Commonwealth, Ezekiel es separa dels altres després de discutir amb un soldat que sembla ser el cap. Yumiko exigeix parlar amb els interrogadors impugnant les seves accions, mentre la princesa desapareix després d'anar al bany. L'Eugene, que queda sol, és interrogat de nou i confessa que és allà per conèixer l'Stephanie, així que el porten als altres on se'ls diu que han aprovat la selecció i són elegibles per a l'asil a la Mancomunitat. Poc després, Stephanie s'apropa per conèixer l'Eugene. Mentrestant, en Negan i la resta del grup es refugien al carruatge, aconseguint-se poc després Maggie que va aconseguir escapar passant per sota. Maggie acusa en Negan d'haver-la abandonat, però ell es justifica dient que havia admès poc abans de voler matar-lo. La discussió s'interromp perquè Gage, un membre del grup separat dels altres, arriba a la porta bloquejada del vagó del tren perseguit pels caminants. Maggie impedeix que el grup obri la porta per ajudar-lo perquè no podrien salvar-se dels caminants darrere d'ella i Gage se suïcida davant d'ells, convertint-se en un caminant. L'horda trenca la porta de totes maneres i el grup intenta escapar trencant l'altra porta del cotxe. Mentrestant, Daryl ha passat pels túnels amb Cane i s'uneix a la resta del grup, ajudant-los a escapar dels caminants. El grup finalment surt del metro i Maggie s'ofereix a reposar en un dipòsit proper que coneix, però en el camí són atacats per un grup d'homes emmascarats. |                         |                    |                     |                                                |                                 |
| 156 | 3                       | «Hunted»           | Frederick E.O. Toye | Vivian Tse                                     | 5 de setembre de 2021           |
| El grup es divideix per escapar de l'atac dels emmascarats, els Segadors. Maggie es refugia en un edifici abandonat, perseguit pels Segadors, on es retroba amb Negan i Alden, aquest darrer quedant ferit en l'enfrontament. Continuant els tres es troben amb Agatha i Ducan, però aquest últim està morint Maggie es veu obligada a acabar amb ell. Mentrestant, Gabriel, deixat sol, es troba en el xoc amb un Segador greument ferit que li demana que pregui per ell, però Gabriel el mata dient que Déu ja no és. En altres llocs, Carol, Rosita, Magna i Kelly aconsegueixen aconseguir alguns cavalls per a la comunitat. Mentrestant, Maggie i els altres són atacats per una horda de caminants i Agatha és assassinada. Els tres es refugien en una església del bosc on l'Alden demana que els deixin enrere perquè els està frenant, com ja va suggerir en Negan. Maggie acusa aquest últim de ser el causant de les seves desgràcies, però al final se'n va amb Negan, deixant l'Alden amb provisions i un ganivet. |                         |                    |                     |                                                |                                 |
| 157 | 4                       | «Rendition»        | Frederick E.O. Toye | Nicole Mirante-Matthews                        | 12 de setembre de 2021          |
| Separat dels altres, Daryl troba en Gos al costat de la Leah, la noia amb qui havia tingut una aventura anys abans, que descobreix que forma part dels Reapers. Capturat per ells, és torturat i interrogat sobre el seu grup, però continua afirmant que està sol i que només ha intercanviat menjar amb la gent amb qui viatjava. La Leah intenta que parli i Daryl, per guanyar-se la seva confiança, descriu a Maggie, Negan i Gabriel dient que el grup és molt gran. Leah convenç el líder dels segadors, Pope, perquè es trobi amb Daryl per unir-se al grup. Daryl és portat a una cabana amb la Leah, però els tanquen i els incendien. Daryl aconsegueix sortir amb la Leah, descobrint que només era una prova per incorporar-lo al grup. Pope li diu a Daryl que són ex-soldats veterans afganesos que es consideren germans. Lloa davant dels altres com Daryl va treure a Leah del cobert en flames primer, després castiga un dels seus homes llançant-lo a la foguera ardent per haver fugit de l'enemic i reclamar la mort d'un camarada. |                         |                    |                     |                                                |                                 |
| 158 | 5                       | «Out of the Ashes» | Greg Nicotero       | LaToya Morgan                                  | 19 de setembre de 2021          |
| A la Commonwealth, la Yumiko es retroba amb el seu germà, mentre que l'Eugene, l'Ezekiel i la Princesa descobreixen que la burocràcia requereix setmanes d'espera, així que intenten contactar amb Alexandria. Ajudat per Stephanie, Eugene aconsegueix comunicar-se amb la Rosita rebent les últimes actualitzacions, però poc després són arrestats per comunicació no autoritzada. Abans que puguin ser exiliats pel seu crim, Stephanie ho impedeix gràcies a la intercessió de Hornsby, el sotsgovernador de la Commonwealth. Mentrestant, Meggie i Negan arriben al lloc avançat on finalment se'ls uneixen Gabriel i Elijah. Mentrestant, l'Aaron, la Carol, el Jerry i la Lydia es dirigeixen al Hilltop per trobar eines per a Alexandria. Allà maten els caminants restants i capturen un antic xiuxiuejador anomenat Keith, interrogant-lo. La Lídia intercedeix per ell, però ningú se'l creu quan diu que està sol i, quan el porten al soterrani, descobreixen que hi ha altres persones. Quan en Keith ataca l'Aaron, la gent fuig, així que un caminador li mossega la mà per fer-lo parlar. Quan per fi s'adonen de la crueltat que estan perpetrant, decideixen deixar-lo anar deixant-li algun menjar que han trobat. Abans de marxar, Keith revela que va veure la Connie a prop. |                         |                    |                     |                                                |                                 |
| 159 | 6                       | «On the Inside»    | Greg Nicotero       | Kevin Deiboldt                                 | 26 de setembre de 2021          |
| Connie i Virgil fugen dels caminants i es refugien en una casa, mentre Kelly es proposa buscar-la ajudada per la Magna, la Carol i la Rosita. La Connie busca la casa i veu una altra figura a través d'un forat a la paret i alarma a Virgil, però els dos són separats i atacats per un home salvatge que camina a quatre potes. Els dos aconsegueixen reunir-se i intenten escapar de la casa, però són atacats per altres salvatges que fereixen Virgili. La Connie es tapa amb les entranyes d'un cadàver i deixa entrar caminants que ataquen els salvatges, aconseguint sortir. A fora, units a altres salvatges, són salvats per Kelly i els altres que acaben d'arribar. Mentrestant, els Reapers torturen en Frost, capturat amb Daryl, perquè li digui on és la resta del grup. Pope ordena a Daryl que continuï l'interrogatori i talla el dit de Frost que revela la ubicació d'una casa. Daryl, Leah i més Reapers són enviats a comprovar, però la casa resulta buida. Daryl mou en secret un cable elèctric per indicar la seva presència a Maggie i als altres, amagats en una casa propera. Els segadors escorllen les cases i quan arriben a l'amagatall, el troben buit. Daryl s'adona que la Maggie s'amaga sota el terra i indirectament revela informació sobre els Reapers parlant amb un d'ells. En no trobar ningú, Daryl i els Reapers tornen al seu assentament on Pope ha torturat a Frost fins a la mort dient que li va dir tot el que necessitava. |                         |                    |                     |                                                |                                 |
| 160 | 7                       | «Promises Broken»  | Sharat Raju         | Julia Ruchman                                  | 3 d'octubre de 2021             |
| A la Commonwealth Ezekiel, la Princesa, l'Eugene i l'Stephanie han de netejar els edificis dels caminants com a càstig per infringir les regles. Yumiko, en canvi, donat el seu currículum, és convidada a treballar a l'oficina del gabinet i intenta parlar amb el governador Milton per intercedir pels seus amics. Tomi, el germà de la Yumiko, és arrestat sense cap motiu i li demana una explicació a Hornsby, que suggereix que la Yumiko vol el seu suport a canvi de la seva ajuda. L'Eugene i l'Stephanie defensen una parella de promès d'un atac dels caminants, però l'home els burla perquè li han arruïnat la cita i l'Eugene li dona un cop de puny. Per atacar el fill del governador, Eugene és empresonat i Hornsby li diu que serà alliberat si proporciona el nom i les coordenades de la seva comunitat. Mentrestant, Daryl i Leah són enviats per Pope a buscar els seus enemics; troben un home que diu que està buscant menjar per a la seva dona ferida, així que li demanen que els porti a la seva família, mentre Pope s'envia per ràdio per matar els supervivents. Daryl i Leah segueixen l'home i troben la seva dona greument ferida amb el seu fill. Leah ordena a l'home que fugi amb el seu fill, però no aconsegueix matar la dona. Daryl ho fa per ella i la Leah diu que li dirà que els va matar a tots. Mentrestant, Maggie té la intenció de liderar l'assalt als Reapers de totes maneres, malgrat que en queden quatre. En Negan accepta ajudar-los de totes maneres amb la promesa que mai més haurà de vigilar-li l'esquena de la Maggie. Aquest últim elabora un pla: instruït per Negan, aprenen les tècniques dels Xiuxiuejadors. Aleshores, disfressats de caminants, apleguen una horda de caminants que la dirigeixen cap a Meridian. |                         |                    |                     |                                                |                                 |
| 161 | 8                       | «For Blood»        | Sharat Raju         | Erik Mountain                                  | 10 d'octubre de 2021            |
| Una violenta tempesta bufa a Alexandria; mentre uns intenten reparar una bretxa a la tanca i apagar el foc que s'ha desenvolupat, els nens amb altres estan tancats a la casa. Malgrat tot, els caminants envaeixen el refugi i mentre alguns es refugien a dalt, la Judith i la Grace romanen separades de les altres. Mentrestant, els Reapers veuen l'horda de caminants i Pope envia un dels seus per allunyar-los, però en Negan l'apunyala i és devorat pels caminants. Pope s'adona que Maggie està a prop, però quan l'horda torna a l'atac, es veuen aprimats pel camp de mines davant de l'assentament. Maggie i Gabriel s'allunyen i entren en secret per un buit de la tanca amb l'ajuda de Daryl que mata un dels guàrdies. Pope ordena preparar "Hwacha", un llançacoets múltiple, així que Daryl confessa a Leah tota la veritat per convèncer-la de no utilitzar l'arma. Mentrestant, Maggie roba un vehicle i l'estavella contra la tanca, obrint un buit perquè l'horda entri. Pope ordena a Hwacha que dispari a la plaça on també hi ha els seus homes, considerant-los peons prescindibles. Quan Daryl està a punt d'atacar-lo, Leah el precedeix i el mata a punyalades, però després comunica per radio a tothom que Daryl és un traïdor i que ha matat en Pope, deixant-lo marxar. Quan es retroba amb els seus amics al pati, Leah ordena als seus amics que es retirin i després acomiada la seva Hwacha. |                         |                    |                     |                                                |                                 |
| 162 | 9                       | «No Other Way»     | Jon Amiel           | Corey Reed                                     | 20 de febrer de 2022            |
| A Alexandria, la Judith i la Grace es troben al soterrani que s'està inundant per la pluja i se'ls uneixen caminants. L'Aaron sent el xiulet de la seva filla adoptiva i els arriba a través d'una finestra, els treu, però es queda atrapat al soterrani. La Lídia, també atreta pel xiulet, l'ajuda. Mentrestant, l'horda és destruïda pel hwacha dels Segadors, però el grup de Maggie aconsegueix refugiar-se a dins, matant a tots els Segadors que trobin. Daryl, Maggie, Negan i Elijah capturen un dels Segadors, així que Daryl ofereix a Leah una reunió per discutir una treva. Daryl ofereix alliberar el presoner per deixar-los anar sense vessar més sang, però la dona es nega a assegurar-se que el seu franctirador els mantingui sota control. Tanmateix, Gabriel ha ocupat el lloc d'aquest últim, per la qual cosa obliga a Leah a acceptar la rendició. Tanmateix, quan estan a punt de marxar, Maggie mata els Segadors restants i fereix a Leah que fuig. Daryl s'allarga lamentant com han anat les coses i la deixa anar. Maggie torna a l'església, però descobreix que Alden s'ha convertit en un caminant. En Negan decideix marxar perquè entén que la dona no deixarà de guardar-li rancor. Maggie i els altres tornen a Alexandria amb subministraments, però poc després se'ls uneix una delegació de la Commonwealth amb Eugene i Hornsby proposant unir-se a ells. Sis mesos més tard, Maggie es troba a les parets del Hilltop davant d'un grapat de soldats de la Commonwealth, inclòs Daryl. |                         |                    |                     |                                                |                                 |
| 163 | 10                      | «New Haunts»       | Jon Amiel           | Magali Lozano                                  | 27 de febrer de 2022            |
| Trenta dies després de la seva arribada a la Commonwealth, el grup es va integrar amb diferents feines. La Carol descobreix amb l'ajuda d'en Tomi que l'Ezekiel està al final de la seva llista d'espera per a la seva cirurgia, així que li porta una mica de vi a Hornsby per a una gala perquè l'Ezekiel aparegui a la llista. Daryl i Rosita s'enrolen com a guàrdies de seguretat a la mateixa vetllada de gala, on Mercer assisteix acompanyat de la princesa que s'adona de Tyler, el soldat que havia capturat a l'estació de tren, que treballa com a cambrer. Durant el discurs de la governadora Pamela Milton a la velada, Tyler esclata, prenent com a ostatge l'assistent de Milton Max, denunciant com ho va perdre tot a causa d'un error, la discriminació dels treballadors i altres injustícies presents. Aleshores Tyler fuig, però s'uneix a Daryl, que el convenç de lliurar-se i permet a Sebastian prendre's el mèrit. La Rosita pregunta a la Magna, que treballa com a infermera principal a la vetllada i afirma que no sap res de Tyler, però assenyala que no s'equivoca. Tres dies després, Daryl i Rosita s'uneixen oficialment a l'exèrcit de la Commonwealth i la Rosita troba un refugi per a la resistència de la Commonwealth i descobreix que no és una protesta aïllada. |                         |                    |                     |                                                |                                 |
| 164 | 11                      | «Rogue Element»    | Michael Cudlitz     | David Leslie Johnson-McGoldrick                | 6 de març de 2022               |
| Carol acompanya Hornsby a una comunitat amb la qual la Commonwealth comercia per obtenir opi de roselles per a l'hospital. La dona s'adona que el seu cap està robant en secret els diners dels treballadors, per la qual cosa el detenen. Mentrestant, la Connie i la Kelly treballen com a periodistes i investiguen en Tyler Davis, que porta un mes hospitalitzat, pressionant Mercer i dient que saben que és el germà de Max. Una nit Mercer descobreix que Tyler l'han portat de l'hospital sense el seu consentiment, mentre que Connie i Kelly reben una llista de noms amb Tyler. Mentrestant, l'Eugene li diu a Stephanie que l'estima i li correspon, però el mateix vespre la noia fa les maletes i desapareix. L'Eugene es convenç d'una conspiració governamental que l'obliga a fugir, així que juntament amb la princesa s'introdueix a l'apartament d'un home que va veure sortir de l'edifici de Stephanie la nit de la seva desaparició. Tanmateix, són descoberts i arrestats, però Hornsby explica el malentès dient que Stephanie simplement va demanar un trasllat, deixant-los anar. No obstant això, l'Eugene està encara més convençut que hi ha una conspiració i es cola a l'edifici que ha vist freqüentar l'home diverses vegades, i finalment descobreix l'amarga veritat: Stephanie, el nom real de la qual és Shira, treballa per a Hornsby i ella va fingir caure en ella. amor amb ell per aconseguir la posició d'Alexandria. Tanmateix, com assenyala Hornsby, això va funcionar en benefici de tots, ja que estaven morint de gana. L'Eugene està emocionalment trencat, però més tard s'acosta a Max, que li confessa que és la dona amb la qual havia estat parlant a la ràdio durant tot el temps.                                               |                         |                    |                     |                                                |                                 |
| 165 | 12                      | «The Lucky Ones»   | Tawnia McKiernan    | Vivian Tse                                     | 13 de març de 2022              |
| Max explica a l'Eugene que va utilitzar el nom de la seva mare Stephanie quan va començar a contactar amb ell en secret. Un dia, el seu germà Mercer va descobrir que l'obligava a tallar les comunicacions i Hornsby va fer que Shira ocupés el seu lloc. Mentrestant, Ezekiel descobreix que ocupa un lloc destacat a la llista per a la cirurgia i aviat s'adona que és el fet de Carol. Mentrestant, la Pamela visita Alexandria, Oceanside i Hilltop per fer negocis amb ells. Tot i que l'antiga comunitat té ganes d'unir-se a la Commonwealth, Oceanside diu que només s'unirà si també s'uneix a Hilltop. Arribat a aquesta última comunitat, Pamela intenta convèncer a Maggie de l'acord i les dues discuteixen les diferents visions de governança i lideratge de les comunitats; Maggie qüestiona el desequilibri de la població, però la Pamela assenyala que té més responsabilitats. Finalment, Maggie rebutja l'acord perquè no confia en alguns, generant frustració en alguns membres de la comunitat com Dianne que decideix abandonar el Hilltop per unir-se a la Commonwealth. Hornsby pressiona la Pamela perquè el deixi persuadir a Maggie i el governador, tot i que li diu obertament que sap que ho fa per ambició de governar-los més tard, hi està d'acord. |                         |                    |                     |                                                |                                 |
| 166 | 13                      | «Warlords»         | Loren Yaconelli     | Jim Barnes & Erik Mountain                     | 20 de març de 2022              |
| Un nen anomenat Jesse arriba morint a les portes de Hilltop. Maggie, Lidya i Eliah segueixen el mapa que portava, trobant-se amb soldats de la Commonwealth convertits en caminants i Aaron poc després. Una setmana abans, Aaron, Gabriel, Jesse i Toby es dirigeixen a una comunitat per convèncer-la d'unir-se a la Commonwealth. El seu cap és cautelós i amenaça de matar-los perquè creu que són deshonestos, però l'Aaron i el Gabriel el convencen de deixar-los anar. Quan accepta, Toby el mata eliminant la resistència amb l'ajuda dels soldats que queden fora. En realitat és un antic agent de la CIA, enviat per Hornsby per buscar armes que suposadament aquesta comunitat va robar. Jesse, espantat, intenta escapar i es troba amb en Negan, que s'ha unit al grup, que li dona indicacions per arribar al cim. Mentre fuig, però, és disparat pels soldats i arriba al Hilltop morint. Mentrestant, Gabriel i Aaron es rebel·len contra la Commonwealth pel seu salvatgisme; L'Aaron escapa de trobar-se amb la Maggie i els altres, mentre que en Gabriel és salvat per Negan i es refugia a l'edifici amb els altres supervivents. |                         |                    |                     |                                                |                                 |
| 167 | 14                      | «The Rotten Core»  | Marcus Stokes       | Erik Mountain & Jim Barnes                     | 27 de març de 2022              |
| Sebastià obliga a Daryl i Rosita a recuperar diners a la mansió d'un amic envaïda pels caminants, després que la seva mare li hagi tallat els fons. Esquitxats amb les entranyes, els dos aconsegueixen superar l'horda i entrar a la casa. Allà troben l'April, una dona que diu que va ser obligada pels soldats a intentar recuperar els diners juntament amb altres, però ella és l'única supervivent. Daryl i Rosita recuperen els diners, però encenen una alarma que atrau els caminants. Carol, al no trobar Daryl, demana ajuda a Mercer i els dos arriben a Daryl i Rosita, amb els quals surten de casa tot i que April és assassinat. Mercer mata els dos soldats de la Commonwealth lleials a Sebastian, però suggereix que s'emportin els diners al fill del governador per evitar les repercussions. Mentrestant, Maggie, Aaron, Lidya i Elijah arriben a l'edifici i es reuneixen amb Gabriel, Negan i els altres supervivents. Aquest últim explica que hi viu i que es va casar amb l'Annie, que està embarassada de 12 setmanes. En Negan s'assabenta que en Hershel es va colar a la camioneta Maggie i els altres van deixar el Hilltop, salvant-lo de la Commonwealth. Tanmateix, el nen intueix que és ell qui va matar el seu pare i amenaça de matar-lo, però Negan el convenç de desistir perquè atrauria els soldats. Mentrestant, l'Aaron i el Gabriel atrauen en Toby al terrat, matant-lo juntament amb els altres soldats. Mentre la Maggie i els altres s'organitzen per traslladar els supervivents, Aaron i Gabriel decideixen tornar a la Commonwealth, preguntant-se qui va robar les armes. En realitat va ser fet de la Leah. |                         |                    |                     |                                                |                                 |
| 168 | 15                      | «Trust»            | Lily Mariye         | Kevin Deiboldt                                 | 3 d'abril de 2022               |
| Ezekiel demana ajuda a Tomi amb un amic que necessita una cirurgia urgent. Els dos roben material mèdic de l'hospital, però són descoberts i arrestats. Carol els deixa en llibertat i Ezekiel li mostra que ha muntat un hospital clandestí per tractar els que no s'ho poden permetre i els dos ajuden a Tomi a acabar la cirurgia amb èxit. Mentrestant, la Rosita i l'Eugene expliquen a Connie i Kelly què va passar amb Sebastian; els dos mostren la llista de noms rebuts que també inclou l'abril. Eugene demana l'ajuda d'en Max per treure proves de l'oficina de la Pamela; la noia es torna al seu germà escandalitzada pel fet que ell sap de la corrupció actual, però no fa res, així que decideix ajudar l'Eugene i els dos a besar-se. Mercer, que ha començat una relació amb Princess, confia els seus dubtes. Mentrestant, Hornsby es troba amb un contingent de soldats, inclosos Daryl, Aaron i Gabriel. Els dos expliquen que els ocupants van matar a tothom, però Hornsby es desconfia, sospita que és obra dels seus amics. Per això decideix conduir tothom al Hilltop, on li demana a Maggie que recorre l'assentament. La noia es nega i, com que ell també està disposat a fer servir la força, Daryl la convenç de deixar-los entrar. Els soldats no troben res, però Hornsby s'acosta a Hershel per comprovar que el barret que va trobar a l'edifici s'assembla al seu. Elijah l'ataca i es produeix un enfrontament mexicà, però Daryl torna a fer la pau i els soldats abandonen el Hilltop. Al bosc, Hornsby localitza la Leah i li diu que té una feina per a ella. |                         |                    |                     |                                                |                                 |
| 169 | 16                      | «Acts of God»      | Catriona McKenzie   | Nicole Mirante-Matthews                        | 10 d'abril de 2022              |
| Max roba proves de l'oficina de la Pamela i la Connie escriu un article denunciant les mentides del governador, difoses pels amics d'Ezekiel. Mentrestant, Hornsby contracta a la Leah per assaltar el Hilltop amb alguns soldats i matar a Maggie. Mentrestant, aquest últim fa que els que es van quedar al Hilltop es refugiin en un amagatall dels Whisperers on s'amaguen Negan i els altres. Mentrestant, Daryl, Aaron i Gabriel són atacats per soldats de la Commonwealth amb els quals recorren la zona, però aconsegueixen matar els seus atacants. La Leah i els soldats assalten el Hilltop, però enllacen una trampa explosiva. La Leah sobreviu i persegueix a Maggie al bosc i finalment la captura. Maggie s'allibera mentre discuteixen i els dos es barallen; quan Leah té el avantatge, arriba Daryl i es veu obligada a matar-la per portar a Maggie a un lloc segur. Els dos escapen d'Hornsby i dels soldats que van arribar tornant als altres. Mentrestant, Hornsby amb els soldats pren el control d'Alexandria, Hilltop i Oceanside, decidint el destí d'aquest últim amb el llançament d'una moneda. |                         |                    |                     |                                                |                                 |
| 170 | 17                      | «Lockdown»         | Greg Nicotero       | Julia Ruchman                                  | 2 d'octubre de 2022             |
| Perseguits pels soldats d'Hornsby, el grup de Daryl i Maggie envien en Negan a la Commonwealth per enviar un missatge, ja que ningú el coneix. Un cop arriba en Negan, Mercer l'interroga i li diu el que deu, i després es retroba amb Carol. Mentrestant, esclata un aixecament popular arran de les revelacions sorgides dels documents robats per Max, exigint que en Sebastian sigui castigat. Carol i Negan localitzen l'amagatall d'en Sebastian i el lliuren a la Pamela amb ganes de fer un tracte. Mentrestant, Maggie i els altres estan envoltats de soldats, però Daryl pren Hornsby com a ostatge. |                         |                    |                     |                                                |                                 |
| 171 | 18                      | «A New Deal»       | Jeffrey F. January  | Corey Reed & Kevin Deiboldt                    | 9 d'octubre de 2022             |
| El enfrontament mexicà es veu interromput per l'arribada de Carol, Negan, Pamela i Mercer. Hornsby és boc expiatori i empresonat, restaurant la pau a la Commonwealth. Aaron, Jerry, Lydia i Elijah es dirigeixen a Oceanside per explicar l'acord, mentre que altres estan dividits entre marxar o quedar-se. Mentrestant, és el Dia dels Fundadors a la Commonwealth i la Pamela insta el seu fill a fer un discurs per guanyar-se la confiança de la gent que haurà de dirigir després d'ella. Durant la celebració, Shira i Calhoun per ordre d'Hornsby maten alguns treballadors per fer-los transformar en caminants i crear estralls. Max registra en Sebastian expressant una visió cínica sobre les coses, revelant com la seva mare tria personalment els guanyadors de la loteria. De fet, la noia no vol arribar al poder i durant el seu discurs emet la gravació, despertant la ira de la multitud. Tanmateix, els caminants s'han revifat mentrestant i estan fent estralls. Durant la confusió, en Sebastian pren represàlies empenyent en Max cap a un caminant, però l'Eugene intervé llançant-lo a Sebastian: la Judith el mata, però no abans que sigui mortalment ferit mentre la multitud horroritzada mira sense intervenir. |                         |                    |                     |                                                |                                 |
| 172 | 19                      | «Variant»          | Karen Gaviola       | Vivian Tse                                     | 16 d'octubre de 2022            |
| Arran del motí, la Pamela ordena que s'arrestin a Eugene per l'assassinat d'en Sebastian, prometent perdonar a Max si Mercer coopera. Preocupat per la seva germana, Mercer segueix les ordres, però es veu pertorbat per les paraules de Max i la Princesa per convèncer-lo que està del costat equivocat. En saber que Max ha estat arrestat, Eugene es lliura i afirma que és l'únic responsable del que va passar. Sebastian s'anima i una Pamela afligida fa executar en Calhoun i ordena a Lance que doni el seu cadàver a Sebastian com a càstig. Mentrestant, Aaron, Jerry, Lydia i Elijah, que es dirigeixen a Oceanside, es veuen obligats a acampar en una antiga fira renaixentista després d'albirar un ramat. Jerry creu que podria ser un bon lloc per a un nou regne, però a la nit són atacats per caminants i el que el grup creu que és un Whisperer supervivent, ja que pot escalar, obrir portes i utilitzar armes. Després d'enderrocar-lo, descobreixen que en realitat només és un caminant diferent dels altres i l'Aaron teoritza que hi ha altres variants que són més perilloses del que és habitual. Mentrestant, Lydia no sap si començar una relació amb Elijah, però estimulada per Aaron decideix deixar-ho anar. Mentrestant, a la Commonwealth, Rosita és capturada per dos homes que irrompen a casa seva. |                         |                    |                     |                                                |                                 |
| 173 | 20                      | «What's Been Lost» | Aisha Tyler         | Erik Mountain                                  | 23 d'octubre de 2022            |
| Carol i Daryl aconsegueixen evadir els secuaces de la Pamela i escapar a Lance, sabent que és l'únic que els pot portar als seus amics desapareguts. Daryl treu el caminador d'en Sebastian, però després es veu obligat a quedar-se enrere per permetre que els altres dos escapin. Mentrestant, Yumiko descobreix el que va passar i li demana una explicació a la Pamela, però ella la fa xantatge amenaçant els seus amics i en Tomi, ordenant-li que doni suport a l'acusació en el judici d'Eugene. La Yumiko està esquinçada sobre què fer, però l'Eugene, que ha acceptat el seu possible destí, l'anima a confiar en els seus amics. En assabentar-se de la fugida de Daryl, Carol i Lance, Yumiko fa un discurs apassionat sobre la justícia i anuncia públicament que la Pamela està processant injustament l'Eugene, així que el defensarà. Mentrestant, Lance i Carol escapen dels caminants i són rescatats pels soldats quan arriba Daryl. Lance revela que les persones desaparegudes s'utilitzen com a mà d'obra en un projecte per ampliar l'abast de la Commonwealth i un tren de subministrament que pot seguir. Tanmateix, Daryl i Carol imposen l'exili a Lance, creient que ja no es mereix res més: intenta disparar-los, però és assassinat per Carol. |                         |                    |                     |                                                |                                 |
| 174 | 21                      | «Outpost 22»       | Tawnia McKiernan    | Jim Barnes                                     | 30 d'octubre de 2022            |
| Maggie, Gabriel i Rosita aconsegueixen escapar del camió que els transporta i troben a Daryl i Carol que segueixen el tren de la Commonwealth cap al misteriós Avançada 22. Mentrestant, els altres es separen: Negan, Ezekiel i Kelly acaben de part. campament de la Commonwealth. Aquest últim vol intentar escapar, però es veu pertorbat quan tres fugitius són assassinats sense pietat. En Negan convenç a Ezekiel de deixar de banda les seves diferències i formar una revolta contra el líder del campament, anomenat Guardian. Mentrestant, Daryl i els altres asalten el tren i salven la Connie que hi és presa. El maquinista és interrogat, però se suïcida en no contestar les preguntes, per por de repercussions en la seva família. Mentre els presoners són traslladats a l'Avançada 22 al vespre, Rosita fa veure que és un soldat desaparegut per ràdio i li revela la ubicació de l'Avançada 22, descobrint que és Alexandria. |                         |                    |                     |                                                |                                 |
| 175 | 22                      | «Faith»            | Rose Troche         | Nicole Mirante-Matthews & Magali Lozano        | 6 de novembre de 2022           |
| Aaron, Lydia, Elijah i Jerry es troben amb Luke i Jules, que han aconseguit escapar de l'ocupació d'Oceanside. El grup s'anima a amagar-se dels soldats en un enorme ramat que conté un caminant que recull un ganivet que Lidia va deixar caure, però els soldats de la Commonwealth mouen el ramat sense saber-ho. Mentrestant, Daryl, Connie, Carol i Maggie es colen a Alexandria mentre el Guardian ofereix a Negan que actuï com a espia per esbrinar qui està organitzant la revolta entre els presoners. No obstant això, ell assumeix la responsabilitat que es converteixi en un màrtir, així que el guardià decideix fer-lo disparar juntament amb la seva dona. Ezekiel i els altres presoners s'interposen en el camí movent les consciències dels soldats que desobeeixen l'ordre i el guardià és capturat pel nouvingut Daryl. Mentre Carol i Maggie rescaten Hershel, la Rosita amenaça el Guardian que es nega a revelar el parador de la seva filla, de manera que un caminant el menja. Mentrestant, l'Eugene se sotmet a un judici partidista a la Commonwealth i la Yumiko, segura que ja ha perdut, intenta aconseguir el suport de la multitud i convèncer a Mercer perquè es rebel·li contra la Pamela. Eugene és condemnat a mort, però portat davant Mercer diu que és hora d'actuar. |                         |                    |                     |                                                |                                 |
| 176 | 23                      | «Family»           | Sharat Raju         | Magali Lozano & Erik Mountain & Kevin Deiboldt | 13 de novembre de 2022          |
| Alliberada Alexandria, Daryl juntament amb els seus amics i presoners preparats per al combat utilitzen el tren de la Commonwealth per tornar a la ciutat i deposar la Pamela. Judith, en honor a la visió de futur de la seva família, els acompanya. Mentre estan a la carretera, Negan i Ezekiel fan les paus entre ells i la princesa s'envia per ràdio a Mercer, que els dona indicacions cap a un túnel d'accés secret que porta al centre de la ciutat. Tanmateix, la Pamela intueix el que està passant, així que ordena als soldats lleials que condueixin un ramat fins a les portes de la Commonwealth per dispersar els ciutadans que protestaven i fa arrestar a Mercer per traïció. Mentre viatja amb el ramat, Aaron, Jerry i Lydia són separats dels altres i aquesta última és mossegada, obligant-li a amputar-li el braç. Mentrestant, Daryl i els altres cauen en una trampa i la Judith està greument ferida intentant salvar la Maggie. Mentrestant el ramat envaeix la Mancomunitat gràcies a uns caminants capaços de pujar que obren les portes. La Pamela es barrica al barri ric on viu amb els seus soldats, abandonant els ciutadans. Luke i Jules aconsegueixen retrobar-se amb els altres que han escapat de l'emboscada mentrestant i intenten portar la Judith a l'hospital. |                         |                    |                     |                                                |                                 |
| 177 | 24                      | «Rest in Peace»    | Greg Nicotero       | Angela Kang & Corey Reed & Jim Barnes          | 20 de novembre de 2022          |
| \| « \| Were the ones who live. \| » \| \| — (Rick Grimes) \| \| \| Jules és devorat per l'horda mentre intenten escapar-se d'ells, i Luke mor sagnant després de ser mossegat. Mentrestant, la Rosita, el Gabriel i l'Eugene salven en Coco i els altres nens, però la Rosita és mossegada a l'espatlla mentre intenten fugir. L'hospital és envaït i la Judith és portada a un refugi on és tractada per Tomi, mentre la princesa i Max alliberen a Mercer, que lidera els seus homes en oberta rebel·lió contra Pamela. Quan els dos bàndols s'enfronten, Daryl fa un discurs apassionat que deixa les armes: Pamela és detinguda i els ciutadans es posen a salvo. Reunits amb Aaron, Lydia, Jerry i Elijah, el grup atrau el ramat a les finques i després els fa volar, salvant la Commonwealth. La Rosita revela que la van mossegar i mor pacíficament, mentre que la Maggie li explica a en Negan que no el pot perdonar, però decideix intentar superar la seva ira cap a ell de totes maneres. Un any després, Ezekiel és el nou governador de la Commonwealth, assistit per Mercer i Carol, Alexandria ha estat refundada i les comunitats continuen unides per crear un futur millor. Eugene i Max van tenir una filla, anomenada Rosie en honor de Rosita, mentre que Negan va decidir abandonar les comunitats amb la seva família. Daryl decideix anar a buscar en Rick, conscient que el seu amic encara viu mentre que en un altre lloc, Michonne també continua buscant en Rick. Aquest últim, encara viu, després d'haver deixat les seves possessions trobades per Michonne a l'illa de Bloodsworth, es veu obligat a rendir-se per un helicòpter de l'MRC. |                         |                    |                     |                                                |                                 |
| « | Were the ones who live. | »                  |                     |                                                |                                 |
| — (Rick Grimes) |                         |                    |                     |                                                |                                 |

## Repartiment
- Norman Reedus com a Daryl Dixon
- Melissa McBride com a Carol Peletier
- Lauren Cohan com a Maggie Greene
- Christian Serratos com a Rosita Espinosa
- Josh McDermitt com a Eugene Porter
- Seth Gilliam com a Gabriel Stokes
- Ross Marquand com Aaron
- Khary Payton com a Ezekiel
- Cooper Andrews com a Jerry
- Callan McAuliffe com Alden
- Jeffrey Dean Morgan com a Negan
- Eleanor Matsuura com a Yumiko
- Lauren Ridloff com a Connie
- Cailey Fleming com a Judith
- Nadia Hilker com a Magna
- Cassady McClincy com a Lydia
- Anngel Theory com a Kelly
- Paola Lázaro com a Juanita "Princess" Sanchez
- Michael James Shaw com a Michael Mercer
- Josh Hamilton com a Lance Hornsby
- Laila Robins com a Pamela Milton
- Lynn Collins com a Leah Shaw
- Margot Bingham com a Max "Stephanie" Mercer
- Andrew Lincoln com a Rick Grimes
- Danai Gurira com a Michonne
- Dan Folger com a Luke

## Producció
L'onzena temporada es va anunciar el 9 de setembre de 2020, com l'última temporada amb Angela Kang com a showrunner. Al juliol de 2020, AMC va anunciar que la temporada 11 no s'estrenaria a l'octubre de 2020 tal com estava previst originalment a causa dels retards en la producció causats per la pandèmia COVID-19.
El 2014, el productor executiu David Alpert va dir que els còmics els han donat prou idees per a Rick Grimes i la companyia durant els propers set anys. "A mi m'encanta treballar a partir de material d'origen, sobretot perquè tenim una bona idea de què serà la temporada 10", va dir Alpert. Va continuar dient: "Sabem on seran les temporades 11 i 12 [tenim] referents i fites per a aquestes temporades si tenim la sort d'arribar-hi". El setembre de 2018, el conseller delegat d'AMC, Josh Sapan, Va aclarir més la declaració d'Alpert, dient que el pla de la xarxa per continuar The Walking Dead com a franquícia durant deu anys més, incloent noves pel·lícules i sèries de televisió basades en la sèrie de còmics original.
AMC va confirmar el setembre del 2020 que la sèrie conclouria amb l’onzena temporada, cobrint 24 capítols durant un període de dos anys, al mateix temps que anunciava una sèrie derivada de personatges de Daryl i Carol que començarien a emetre’s el 2023.

### Rodatge
Al març de 2020, es va informar que la preproducció s'havia aturat i que el rodatge es retardaria de tres a quatre setmanes també a causa de la pandèmia COVID-19. El rodatge de la temporada final va començar el febrer de 2021 al Març 2022. La sèrie va passar del rodatge de pel·lícules de 16 mm al digital a partir dels sis episodis addicionals de la temporada 10. Aquest canvi es va produir a causa de la pandèmia COVID-19 i de les precaucions de seguretat, ja que hi havia menys "punts de contacte" amb el digital que el film. La showrunner Angela Kang va declarar que utilitzarien tècniques de postproducció per mantenir l'aspecte de la sèrie.

### Casting
A l'octubre del 2019, es va confirmar que Lauren Cohan tornaria a la sèrie com Maggie, després d'haver-se absent des de principis de la novena temporada Cohan va tornar oficialment a la sèrie cap al final de la desena temporada. Al juliol de 2020, es va confirmar que Margot Bingham repetiria el seu paper com a Stephanie per a aquesta temporada; anteriorment va aparèixer a la temporada 10 en un paper només de veu. Al març de 2021, es va anunciar que Michael James Shaw havia estat elegit en el paper regular de Mercer. A més, el fill d’11 anys de Jeffrey Dean Morgan, Gus Morgan, apareixerà al cinquè episodi com a protagonista. L'abril de 2021, Jacob Young va ser escollit com a Deaver a títol no revelat.